# Polioptila
Polioptila là một chi chim trong họ Polioptilidae.